# Breznica Našička
Breznica Našička je naselje u Hrvatskoj, regiji Slavoniji u  Osječko-baranjskoj županiji i pripada općini Koški.

## Zemljopisni položaj
Breznica Našička se nalazi uz državnu cestu D2 (Podravsku magistralu), željezničkoj pruzi Osijek – Našice, 10 km istočno od Našica i 40 km zapadno od Osijeka, te zapadno od mjesta Niza (3 km), a istočno od mjesta Jelisavca (3 km)  u nizini istočnohrvatske ravnice. 

Selo se nalazi na 99 metara nadmorske visine. Pripadajući poštanski broj je 31225, a telefonski pozivni 031, registarska pločica vozila NA (Našice). Površina katastarske jedinice naselja Breznica Našička je 11,28 km·102. U selu se nalaze četiri ulice, najveća je Osječka ulica koja se proteže u smjeru istok - zapad uz prugu i državnu cestu D2 u dužini 3300 metara, ulica Kralja Zvonimira u kojoj se nalazi nogometni stadion, te Slavka Kolara i najmlađa ulica Ante Starčevića. 

## Stanovništvo
| broj stanovnika | 432   | 459   | 444   | 522   | 585   | 502   | 611   | 676   | 909   | 899   | 1000  | 833   | 692   | 749   | 671   | 617   | 522   |
|                 | 1857. | 1869. | 1880. | 1890. | 1900. | 1910. | 1921. | 1931. | 1948. | 1953. | 1961. | 1971. | 1981. | 1991. | 2001. | 2011. | 2021. |

Prema rezultatima Popisa stanovništva iz 2011. godine u Breznici Našičkoj je živjelo 617 stanovnika u 220 kućanstva.

## Povijest naselja

### Od nastanka sela do 1900. godine
Na ovom području u srednjem vijeku spominju se kašteli u Našicama, Koški, Podgoraču, te Subotica nedaleko Luga Subotičkog. Pod turskom vlašću ovo područje nalazi se od 1532. do 1687. Povlačenjem turske vojske povlači se i stanovništvo muslimanske vjere. Ovo područje turska vojska napušta bez otpora, a prilikom povlačenja zapaljeni su crkva i samostan Sv. Antuna Padovanskog u Našicama. Početkom 18. stoljeća ovo područje je slabo naseljeno, većinom prevladavaju šume uz močvarna područja. Od toponima iz tog doba spominju se rijeka Breznica, bara Breznica, Obod bara, Ordani (Ordanjska) bara, bara Jasenovica i dr. Lokacija bare Breznica nije točno locirana, ali vjerojatno se nalazila na površinama današnjih ribnjaka. Također spominje se i franjevačka livada Gregačica koja se je prostirala od franjevačkog samostana u Našicama prema istoku preko današnjeg naselja Breznice, preko rijeke Breznice i završava na istočnom dijelu današnjeg sela Niza. U to doba oko 3/4 površina našičkog vlastelinstva, u koje je spadala i Breznica, čine šume i močvare. Između 13. i 15 stoljeća, a prema istraživanju arheologa uz potok Lapovac, južno od željezničke pruge i prvih kuća na zemljišnim parcelama table Netovo pronađeno je nalazište 2003. Pretpostavka da se tu nalazilo selo Bodugazunfalua ili Wostiarouch ili čak dva sela vrlo blizu jedno drugom. Na nalazištu pronađeno je više ulomaka razne keramike. Vjerojatno nakon odlaska Turaka sela su opustjela. Također iz toga doba točnije 1684. u bečkom arhivu spominje se bitka kod Breznice na pola puta između Osijeka i Slatine. Feldmaršal grof Leslie nakon oslobađanja Virovitice od Turaka, proganja slavonskog pašu bega Czerneka. U boju kod Breznice (vjerojatno današnjeg potoka) je potukao tursku vojsku, ali nakon pobjede se vraća na početne položaje.Ovi krajevi bivaju oslobođeni od turske okupacije nekoliko godina kasnije u velikoj oslobađajućoj akciji pod vodstvom Eugena Savojskog 1687. Ovo područje turska vojska napušta bez otpora, a prilikom povlačenja zapaljeni su crkva i samostan Sv. Antuna Padovanskog u Našicama. U prvoj polovici 18. stoljeća nije bilo nekih većih doseljavanja novih stanovnika jer su se još vodile borbe s Turcima na istočnim granicama tada Austro- Ugarske monarhije, a bilo je i turskih provala i pljačkanja stanovništva. Sredinom stoljeća zabilježena je i velika kuga. 1734. ovo područje kupuje grof Pejačević, te se nastanjuju u Našicama i postaju jedna od najuglednijih obitelji u tadašnjoj Slavoniji. 1737. probijena je cesta od Našica prema Osijeku u približno današnjem profilu, a 1810. je nasipana kamenom zbog močvarnih područja ovog kraja. U drugoj polovici 18. stoljeća grof Pejačević u nedostatku radne snage naseljava nove stanovnike za potrebe krčenja šuma i stvaranja novih poljoprivrednih površina. Kako nije bilo domaćeg stanovništva naviknutih krčenju šuma grof na našičko područje naseljava Nijemce a kasnije krajem 19. stoljeća i Slovake u Jelisavac i Markovac Našički. Naseljava dva sela Nijemcima, većinom iz Bačke u Breznicu i Velimirovac. Zanimljivo da Nijemci prvo stižu u Bačku i to dolaze Dunavom koji je bio plovan od Ulma. U nedostatku puteva Dunav je tada bio najsigurnija i najbrža prometnica. Tadašnje vlasti Austro-Ugarske na čelu s caricom Marijom Terezijom potiču naseljavanje ovih krajeva, nakon što su Turci protjerani, plaćanjem puta od Beča. Većina novodošlih Nijemaca vuku korijene iz Švapske pokrajine u današnjoj južnoj Njemačkoj i zato kod lokalnog stanovništva nose naziv Švabi. Prvi stanovnici spominju se oko 1770. na današnjim prostorima, a što je vidljivo iz podataka Franjevačkog samostana u Našicama kroz krštene i vjenčane stanovnike.

Prve obitelji koje su naselile ovo područje su:
- Ludwig,
- Maroth (kasnije Marod),
- Missbrener,
- Matkovitch,
- Skrbatz (Škrbac),
- Schulmeister,
- Schumacher,
- Janos,
- Staucher,
- Kungl,
- Gajer,
- Blasko,
- Rilling,
- Schneiderbeck,
- Eberhardt,
- Divjanovich,
- Nuss i dr.

Neka prezimena kroz njihove potomke susrećemo i danas u selu. Breznica je za razliku od Velimirovca, koji je bio naseljen protestantima, naseljena katolicima. Selo nosi ime Njemačka Breznica jer bila pretežito nastanjena Nijemcima, a ime Breznica pretpostavlja se je zbog imena rijeke Breznice koji protječe istočno od naselja. Svi novo pridošli stanovnici sklapaju ugovore s grofom Pejačevićem, a s tim ugovorima je točno određeno pod kojim uvjetima stanovnici Breznice koriste zemljište i površine koje moraju krčiti.

1857. u prvom popisu stanovništva Austro-Ugarske monarhije u Breznici je popisano 432 osobe. 1880. popisano je 444 osobe u 80 kuća, isti podatak se nalazi u šematizmu Zagrebačke nadbiskupije koji su uradili Franjevci iz Našica. Krajem 19. stoljeća u Breznicu dolaze i prve hrvatske obitelji. 1893. u rad je puštena pruga Virovitica- Našice-Osijek. 1900. selo ima 585 stanovnika. Tih godina stanovnici tadašnje Breznice prelaze rijeku Breznicu i naseljavaju područje od kojeg će 1900. nastati selo Niza. 
.

### 0d 1900. godine do kraja Drugog svjetskog rata
Tijekom Prvog svjetskog rata na ovom području nisu vođene bitke, ali većina vojno sposobnih je bila mobilizirana i poslana na razne bojišta. Najveći broj mještana je bio mobiliziran u sklopu 78. osječke pješačke pukovnije i 28. osječke domobranske pješačke pukovnije koje su se borile u Galiciji u današnjoj zapadnoj Ukrajini, ali i na drugim bojištima. Posebno su bile teške zadnje dvije godine rata zbog nedostatka hrane i raznih bolesti. Na uglu Osječke ulice i ulice Kralja Zvonimira u donjem dijelu raspela nalazi se popis mještana poginulih u Prvom svjetskom ratu. U razdoblju nakon Prvog svjetskog rata, zbog lakšeg transporta drva iz šuma, gradi se uskotračna željeznica, tzv. Gutmanova, u okolnim šumama koja je većinom u vlasništvu pilane iz Đurđenovca. Grof Pejačević povezuje željeznički kolodvor u Breznici uskotračnom prugom sa svojim ribnjakom koji je osnovao 1905. Poslije 1920. godina nekoliko obitelji njemačke nacionalnosti odlazi iz Breznice zbog nepoštivanja sklopljenih ugovora s grofom tj. neplaćanja zakupnine. 1921. pri prvom popisu u Kraljevini Jugoslaviji Breznica ima 611 stanovnika. Nakon što je većina otkupila svoja zemljišta počelo se razmišljati i o izgradnji društvenih i vjerskih objekata. Tako 1923. izgrađen zvonik sa zvonom teškim 93 kilograma posvećen Sv.Martinu. Tih godina a zbog sklapanja brakova između mladih ljudi naseljavaju se i stanovnici slovačke nacionalnosti u Breznici. 1936. godine Breznica ima 715 stanovnika po popisu franjevaca ali ta je godina značajna jer od te godine ukinut naziv Njemačka Breznica i uveden Našička Breznica. 1937. godine završena je izgradnja crkve koje je posvećena Sv. Martinu, a posvetio ju je o. Teofil Harapin. 
Nijemci u Breznici su imali svoje kulturno umjetničko društvo koje je glavni nastup imalo svake Velike subote  uoči Uskrsa. 1932. godine osnivaju i Dobrovoljno vatrogasno društvo. Sredinom travnja 1941. u selo dolaze postrojbe njemačke vojske, te je uspostavljena Nezavisna Država Hrvatska. Tokom Drugog svjetskog rata najveće borbe zabilježene su na ovim područjima kod prvom napada partizanskih postrojba na Našice u srpnju 1943. 4 srpnja posada ustaša i domobrana iz Našičke Breznice vodila je borbe južno od naselja s partizanima kod šume Trstenik(prema Ledeniku), te šumi Vukojevački gaj(danas Jelisavačka). Sljedeće veće borbe bile su kod napada 12. proleterske brigade na Podgorač u veljači 1944. 22. veljače partizani ruše osamdesetak metara pruge i telefonske vodove između Breznice i Nize koje nakon dolaska ustaša mještani popravljaju. 27. veljače od postavljene mine od strane partizana oklopni vlak iskače s tračnica kod željezničke stanice Našička Breznica. Na uništeni oklopni vlak naletio je drugi vlak u kojem je poginuo nekoliko civila. Veće borbe su bile i kod drugog napada partizana na Podgorač u lipnju 1944. s partizanskom odstupnicom u šumi i poljima prema Stipanovcima. Za drugog napada na Našice u studenom 1944. borbe su vođene sedam dana. U Našičku Breznicu  18. studenog je ušla tada 4. brigada Dvanaeste slavonske divizije gdje je bila posada od 40 vojnika koja se je bez prihvaćanja borbe povukla u Košku s dijelom stanovništva. Brigada zauzima položaje na potoku Breznici prema Nizi i tako drži zaštitu svojim snagama koje napadaju Našice. Jedinice ustaša, domobrana i njemačke vojske u više navrata napadaju linije partizana uz pomoć tenkova i oklopnih vozila iz smjera Nize, ali partizanima je išlo u korist to što je jesen bila kišovita, a potok Breznica nabujao, pa je to uz porušene mostove (cestovni i pružni) olakšavao obranu linija. 4. brigada 12. slavonske divizije je držala položaje u Breznici četiri dana i onda se povukla u Markovac. Nakon probijanja partizanskih linija iz smjera Donjeg Miholjca od strane ustaša i njemačke vojske, koji dolaze u pomoć posadi koja je ostala blokirana u dvorcu Pejačevića, partizani se povlače na Krndiju i Papuk. U travnju 1945. ove krajeve oslobađaju partizanske jedinice. Nakon proboja srijemskog fronta u proljeće 1945., 16. divizija NOVJ-a  forsira rijeku Dravu 12. travnja kod Bistrinaca nedaleko Valpova i uspostavlja mostobran a 1.vojvođanska brigada iste divizije oslobađa sela Harkanovce, Košku ,Nizu, Breznicu Našičku i Jelisavac 14. travnja u jutarnjim satima bez većeg otpora. Većina stanovnika Breznice njemačke nacionalnosti napušta selo prije dolaska partizana i odlazi prema Austriji. Oni koji su ostali u svibnju 1945. su sprovedeni u Radni logor Valpovo  jer su nove vlasti pripisale kolektivnu krivnju svim pripadnicima njemačke nacionalnosti bez obzira na starost i spol. Svima je oduzeta imovina pa se većina nakon povratka iz logora, gdje su neki i ostavili živote, nema gdje vratiti i bivaju protjerani u Austriju i Njemačku.

### Od krajaDrugog svjetskog ratado Domovinskog rata
Nakon Drugog svjetskog rata u Breznici dolaze stanovnici iz svih dijelova Hrvatske, pa tako kod popisa stanovništva 1948. ima 909 stanovnika. Te godine 1948. je osnovan i Nogometni klub Mladost Našička Breznica koje u to vrijeme nastupa na seoskim turnirima i sličnim prigodama. Nakon ukidanja zadruga početkom 50-tih godina i nešto liberalnijih odnosa vlasti prema stanovništvu počinju nešto bolji uvjeti za život stanovništva. Tako popisom stanovništva 1961. Breznica ima ravno 1000 stanovnika, što je najviše u dosadašnjoj povijesti. U to doba novi stanovnici dolaze u Slavoniju u potrazi za poslom. U Breznici i okolo najviše posla ima na poljoprivredi i na ribnjacima.1962. dolazi električna struja u selo i asfaltirana je današnja cesta. Tih godina u selu radi velika farma svinja i stoke, te uprava iste u sastavu nekadašnjeg IPK Osijek u narodu poznatije pod imenom ekonomija. Uz poštu u selu radi ambulanta, te zubar. 1964. zbog proširenja ribnjaka iseljeno je selo Kravlje koje se nalazilo 3 km sjeverno od sela. Selo Kravlje je po popisu stanovništva 1961. imalo 165 stanovnika u pedesetak kućanstva. Posmrtni ostaci pokojnih s groblja u Kravlju preneseni su u zajedničku grobnicu na groblju u Breznici. Selo Kravlje nastanjuju stanovnici srpske nacionalnosti krajem 20-tih godina prošlog stoljeća, većinom tzv. solunski dobrovoljci, kojim tadašnja država daje besplatno okolna zemljišta. Selo se do 1936. zove Kravlje te godine ukazom Kraljevine Jugoslavije nazvano je Njegoševac. Osnivanjem Nezavisne Države Hrvatske promijenjeno je u Našički Antunovac a 1945. vraćeno je ime Kravlje koje je bilo do iseljavanja i rušenja sela. Novo izgrađeni ribnjak i danas nosi ime Kravlje po selu koje tu nekada postojalo. Početkom 70-tih godina uprava ekonomije seli u Košku a farme se zatvaraju, propadaju i bivaju poslije porušene. Tih godina dosta stanovnika odlazi u na rad u zemlje zapadne Europe pa se bilježi pad stanovnika. 1970. obnovljen je rad NK Mladost i od te godine se konstantno natječu u nogometnim ligama. Igralište se nalazi pored željezničke stanice, a sredinom 80-tih izgrađen je današnji stadion u ulici Kralja Zvonimira gdje klub seli i počinje nastupati 1988. Nova škola je izgrađena 1990. a mrtvačnica 1988.

### OdDomovinskog ratado danas
Početkom 90-tih dolaskom političkih promjena velika većina stanovnika Breznice podržava politiku Hrvatske demokratske zajednice i dr Franje Tuđmana kasnije prvog hrvatskog predsjednika. Nakon prvih balvan revolucija protivnika Hrvatske neovisnosti uz potporu tadašnje Jugoslavenske narodne armije dosta mladića iz sela priključuje se prvim postrojbama policije i Zbora Narodne Garde.Krajem lipnja 1991. ustrojene su postrojbe Narodne zaštite koje daju straže u i okolo sela. U rujnu 1991. nakon trodnevnih borbi između hrvatski snaga i neprijateljske JNA, koja djeluje po civilnim objektima u gradu Našicama i okolici te je i zapalila crkveni toranj, vojarna pada u ruke hrvatskih snaga u kojim sudjeluju i mještani Breznice. Među braniteljima koji su položili svoje živote u boju za vojarnu je i Slavko Marod, koji je rođen i jedno vrijeme živio u selu. Nakon preuzimanja vojarne ustrojena je 132. brigada Hrvatske vojske Našice kojoj se priključuju brojni mještani Breznice.Brigada sudjeluje u obrani grada Osijeka kod Ivanovca, te u oslobađanju sela podno Papuka u studenom i prosincu 1991. (Operacija Orkan '91. ). 7. studenog 1991. oko 14 sati zrakoplov neprijateljske JNA raketira selo u predjelu željezničke stanice i nanosi materijalnu štetu po okolnim kućama, ali nasreću bez ljudskih žrtava. Nakon pada grada Vukovara na Ovčari je pogubljen naš mještanin Vladislav Oreški- Babac koji je odveden kao ranjenik iz vukovarske bolnice. U obrani grada Vukovara odlazi u rujnu 1991. sa skupinom mladića s područja tadašnje općine Našice ostavljajući kod kuće suprugu i dijete. Ekshumiran je 2001. i sahranjen na Gradskom groblju u Našicama.
Za vrijeme vojno redarstvenih akcija 1995. Bljesak i Oluje, a sklopu 132. brigade Hrvatske vojske Našice mnogi mještani sudjeluju u obrani istočne Slavonije u đakovačkom kraju(Koritna), te kasnije u županjskom kraju (Vrbanja, Drenovci).  Završetkom Domovinskog rata svi mještani su demobilizirani i ponosni što su bili hrvatski branitelji vraćaju se kući. Nakon rata toga počinje novo razdoblje u životu sela. 1993. novim teritorijalnim ustrojem Breznica pripada općini Koška koja je u sastavu Osječko -baranjske županije. Breznica je po svim pokazateljima prosječno selo u Slavoniji. Najveći problem sela je tzv. bijela kuga odnosno pad broja novorođenih u odnosu na broj umrih u tekućoj godini, te odlazak mladih mještana, najčešće zbog potrage za poslom. Krajem 90-ih izgrađena je plinska i nova telefonska mreža. 2004. osniva se nova katolička župa Našice 2. sa sjedištem u Markovcu Našičkom pod koju po novom crkvenom ustroju sada pripada i crkva u Breznici. Do te godine vjersku službu od postanka sela vršili su svećenici iz Franjevačkog samostana u Našicama. Novim ustrojem crkva u Breznici pripada pod Požešku biskupiju 2007. izgrađeno je asfaltirano rukometno igralište uz školu. 2008.  izgrađena je vodovodna mreža u selu, a planu je u dogledno vrijeme izgradnja kanalizacije. 2008. odlukom Hrvatskih željeznica željeznički kolodvor je prestao postojati. Srušeni su pomoćni kolosijeci i od tada postoji samo obično stajalište.2012. završena je obnove magistralne ceste D2 kroz naselje. 2018. izgrađena je javna rasvjeta kroz cijelu Osječku ulicu. 2019. uređen krov na zgradi i tribinama na nogometnom igralištu. 2020. na sjevernoj strani Osječke ulice uređena i izbetonirana nova pješačka staza (nogostup), te na zgradi mjesne škole postavljena nova fasada i popravljen krov. 2021. izbetoniran novi nogostup na južnoj strani Osječke ulice. 
2022. u veljači osnovana udruga "Breznica Našička u srcu" s ciljem zaštite i revitalizacije sela, zaštite okoliša, prirode, kulturne i povijesne baštine sela, te poticanje kulturno zabavnog života svih mještana i poboljšanje kvalitete življenja. Udruga trenutno brine o napuštenoj željezničkoj postaji i održavanju velikog okoliša uz istu.

## Gospodarstvo
Većina zaposlenih radi u okolnim tvrtkama. U selu postoji nekoliko obiteljskih poljoprivrednih gospodarstva koje se bave ratarstvom,stočarstvom (proizvodnja mlijeka) te voćarstvom. Radi i nekoliko obrtnika koji se bave autolimarskim, automehaničarskim, plinomonterskim i građevinskim radovima.

## Crkva
U selu se nalazi Rimokatolička Crkva Svetog Martina koja pripada katoličkoj župi Svetog Marka Evađeliste (Našice 2.) sa sjedištem u Markovcu Našičkom, te našičkom dekanatu  Požeške biskupije. Crkveni god ili kirvaj slavi se 11. studenog.

## Spomenici i znamenitosti
2010. na ulazu u stari dio groblja podignut je spomenik sa popisom svih stradalih mještana Breznice u Drugom svjetskom ratu, a 2012. NK Mladost na ulazu u stadion postavlja spomen obilježje svom članu hrvatskom branitelju i vukovarskom dragovoljcu Vladislavu Oreškom-Babcu, koji kao ranjenik vukovarske bolnice pogubljen na Ovčari. Na čošku Osječke i ulice Kralja Zvonimira na desnoj strani raspela nalazi se popis stradalih mještana u Prvom svjetskom ratu.
.

## Obrazovanje
U selu radi škola do 4. razreda koja je u sastavu Osnovne škole Ivan Brnjik-Slovak iz Jelisavca.
Prva škola je bila kod stare trgovine, a poslije u prostorijama mjesnog odbora dok nije izgrađena sadašnja zgrada škole.

## Šport
U selu djeluje Nogometni klub Mladost koji je osnovan 1948. a natječe se u sklopu 3. ŽNL Nogometno središte Našice. 

## DVD
U selu postoji i Dobrovoljno Vatrogasno Društvo osnovano 1931. godine. DVD posjeduje vatrogasno vozilo (kamion), cisternu i raznu sitniju opremu. U društvu je i aktivna dječja i ženska ekipa koje se redovito natječe na raznim vatrogasnim natjecanjima.

## Ostale udruge
"Breznica Našička u srcu" -udruga s ciljem zaštite i revitalizacije sela, zaštite okoliša, prirode, kulturne i povijesne baštine sela, te poticanje kulturno zabavnog života svih mještana i poboljšanje kvalitete življenja.

## Vanjske poveznice
- http://koska.hr/